# Любовь — это оружие
«Любовь — это оружие» (англ. Love Is A Gun) — американский кинофильм, снятый независимой кинокомпанией. Детективная история с убийством разворачивается на фоне мистических видений главного героя.

## Сюжет
Джек Харт, полицейский фотограф, так запутался в личной жизни, что даже подумывает о самоубийстве. Его постоянно мучит бесконечное дежавю. На листах фотобумаги мерещится белокурая красотка Джина, как будто фотоаппарат способен заглянуть в будущее, а часы без причины остановились за минуту до шести. Каждое видение неотвратимо становится реальностью, и Джина, которую Джек видел истекающей кровью в своем сне, действительно мертва, а теперь он — подозреваемый номер один…

## В ролях
- Эрик Робертс — Джек Харт
- Келли Престон — Джина Старр
- Элиза Гаррет — Изабелла
- Р. Ли Эрми — Фрэнк Дикон
- Джозеф Сирола — Эл Киндер
- Джон Тоулз-Бей — Джей Лейбович
- Храви Вернон — часовщик
- Маршалл Белл — муж Джины

## Интересные факты
- Подругу главного героя, Изабеллу, играет жена Эрика Робертса Элиза Гаррет.
- Съёмки фильма проходили в Лос-Анджелесе.